# Vi voksne
Vi voksne er en dansk film fra 1963.
- Manuskript og instruktion Hans Hansen.

Blandt de medvirkende kan nævnes:
- Hanne Borchsenius
- Henning Palner
- Ulla Lock
- Jakob Nielsen
- Poul Müller
- Christoffer Bro